# Desvío
DESVÍO Y CONVENCIÓN 
El desvío es una alteración voluntaria del grado cero con fines retóricos que persigue efectos poéticos. Por ejemplo, cuando el poeta se encuentra ante la necesidad de decir algo que aún no se ha nombrado, dos opciones son posibles: crear una palabra o agregarle información semántica a una ya existente. Ambas soluciones se apartan de la convención, puesto que crear una palabra no es convencional, como tampoco lo es agregar semas a una ya existente por medio de figuras literarias.
Salvo pocas obras ––quizá las pertenecientes al dadaísmo o a alguna otra vanguardia––, no es común encontrar textos basados únicamente en eldesvío, puesto que se pierde la comunicación con el lector debido a la falta de una semántica convencional entre los dos. Por esto, el Grupo µ afirma 
que “la convención une al destinador con el destinatario, sin crear, claro está, ninguna sorpresa” (87). La poesía es un entramado de desvíos y 
convenciones, en donde se entremezclan las figuras literarias con el lenguaje convencional. Para puntualizar los criterios que hacen las diferencias 
entre estos conceptos, reproduciré un cuadro comparatístico propuesto por los neorretóricos en su Manual de Retórica General:
Desvío: No sistemático    Localizado     Que sorprende     Disminuye la previsibilidad
Convención: Sistemático   Repartido      Que no sorprende  Aumenta la previsibilidad              

La poesía es elaborada a partir de este par de conceptos, aunque parezcan tan opuestos entre sí. Mientras el desvío da un nuevo significado a la redundancia, la convención únicamente repite la información. Los dos procesos se dan de manera conjunta en el mismo poema; si no, se trataría de una poesía incomprensible o totalmente canónica.
- Datos: Q5804557